# مونتالدو رورو
مونتالدو رورو (به ایتالیایی: Montaldo Roero) یک کومونه در ایتالیا است که در استان کونیو واقع شده‌است. مونتالدو رورو ۱۲٫۰ کیلومترمربع مساحت و ۸۷۲ نفر جمعیت دارد و ۳۷۰ متر بالاتر از سطح دریا واقع شده.